# Ctenochaetus hawaiiensis

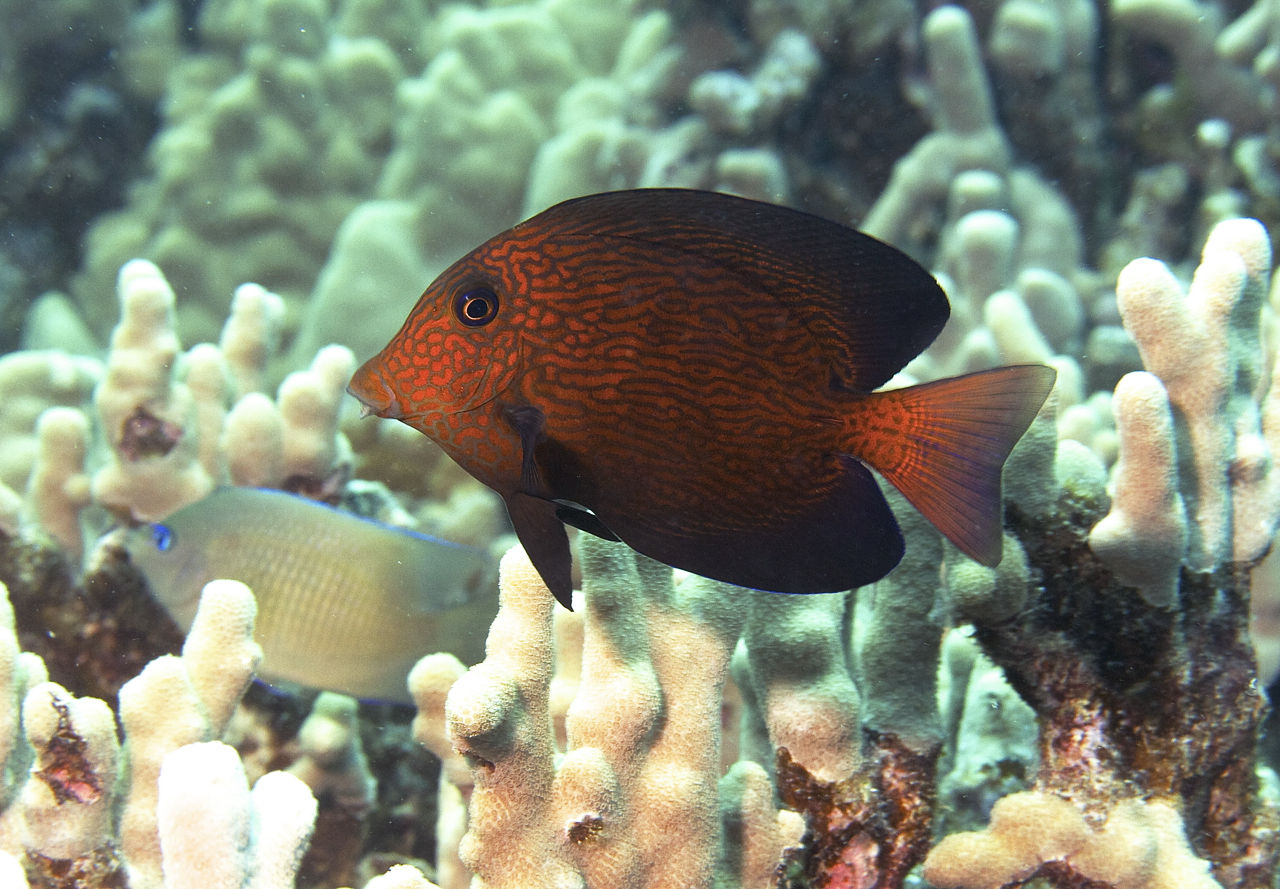
Ejemplar juvenil

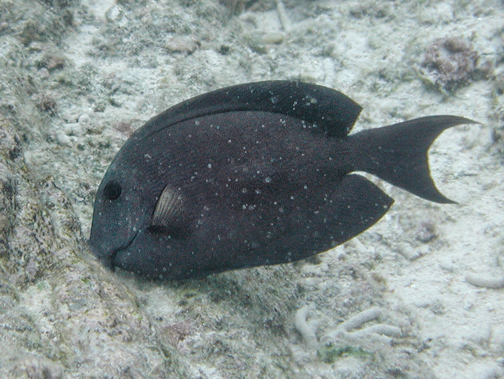
Ejemplar adulto en Samoa Americana

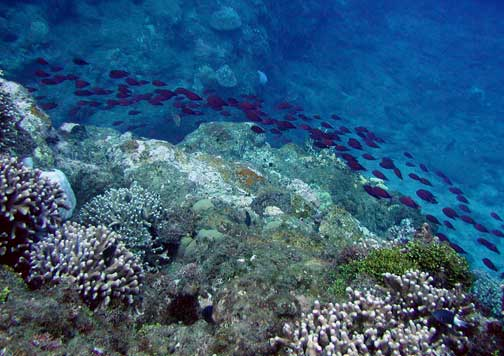
Cardumen de C. hawaiiensis en Samoa Americana

Ctenochaetus hawaiiensis es una especie de pez cirujano del género Ctenochaetus, encuadrado en la familia Acanthuridae. Es un pez marino del orden Perciformes, distribuido por aguas tropicales del océano Pacífico. Su nombre común en inglés más frecuente es Hawaiian surgeonfish, o pez cirujano hawaiano.
Es una especie común en Hawái, sin embargo, es poco común en partes del resto de su rango de distribución.

## Morfología
Tiene el cuerpo en forma oval, comprimido lateralmente. La boca es pequeña, protráctil y situada en la parte baja de la cabeza. Los juveniles son más redondeados de forma.
El color de los adultos parece negro a distancia, pero su cuerpo y las aletas dorsal y anal, están cubiertos de un patrón de rayas horizontales finas, de color verde oscuro. Los juveniles son totalmente diferentes de coloración, presentando un color base naranja-rojizo, con un patrón de rayas oscuras tipo chevron.
Tiene 8 espinas dorsales, de 27 a 29 radios blandos dorsales, 3 espinas anales y de 25 a 26 radios blandos anales. Cuenta con una placa a cada lado del pedúnculo caudal, que alberga una pequeña espina defensiva.
Puede alcanzar una talla máxima de 25 cm.

## Hábitat y modo de vida
Especie asociada a arrecifes, habita áreas rocosas y arrecifes exteriores coralinos. Los juveniles habitan aguas relativamente profundas y ricas en corales. Frecuenta áreas superficiales con corrientes.
Su rango de profundidad oscila entre 1 y 61 m, aunque suelen ocurrir entre 5 y 40 m.

## Distribución
Se distribuye en el océano Pacífico. Es especie nativa de  Islas Cook; Hawái (EE. UU.); Guam; Japón; isla Johnston; Kiribati; islas Marianas del Norte; Islas Marshall; Micronesia; Nauru; Niue; Palaos; Pitcairn; Polinesia; Samoa; Samoa Americana; Tokelau; Tonga; Tuvalu y Wallis y Futuna.

## Alimentación
Baten la arena o el sustrato rocoso con los dientes, y utilizan la succión para extraer los detritus, que consisten en diatomeas, pequeños fragmentos de algas, materia orgánica y sedimentos finos inorgánicos. Cuentan con un estómago de paredes gruesas, lo que implica una característica significante en su ecología nutricional.

## Reproducción
Son dioicos, de fertilización externa y desovadores pelágicos, en parejas y grandes agregaciones de individuos. No cuidan a sus crías.